# Saeed-Ahmed Saeed
Saeed-Ahmed Saeed (ur. 28 listopada 1967) – emiracki szachista, mistrz międzynarodowy od 1982 roku.

## Kariera szachowa
Był pierwszym w historii swojego kraju szachistą, który odnosił sukcesy międzynarodowe oraz pierwszym, któremu Międzynarodowa Federacja Szachowa przyznała tytuł międzynarodowy. W 1979 r., mając 12 lat, wystąpił w reprezentacji Zjednoczonych Emiratów Arabskich na drużynowych mistrzostwach Azji, natomiast w 1980 r. zadebiutował na szachowej olimpiadzie, zdobywając na II szachownicy 9 pkt w 14 partiach. W 1981 r. zwyciężył w rozegranym w Jalapa Enriques Pucharze Świata Dzieci (nieoficjalnych mistrzostwach świata juniorów do 14 lat). W kolejnych latach odniósł następne sukcesy: w 1982 r. zdobył w Guayaquil tytuł wicemistrza świata juniorów do 16 lat, natomiast w 1983 r. w Belfort – brązowy medal w kategorii do 20 lat, wyprzedzając m.in. późniejszych czołowych szachistów świata Nigela Shiorta i Jewgienija Barierjewa. W 1984 r. po raz drugi w karierze uczestniczył w turnieju olimpijskim (zdobywając 9 pkt w 14 partiach na I szachownicy), natomiast w 1985 r. jako jedyny w historii szachista Zjednoczonych Emiratów Arabskich zakwalifikował się do turnieju międzystrefowego (eliminacji mistrzostw świata) w Taxco de Alarcón, w zawodach tych zajmując XV miejsce.
Po tych sukcesach osiągnął na światowej liście rankingowej w dniu 1 stycznia 1986 r. najwyższą w karierze punktację, wynoszącą 2435 punktów, z którą zajmował I miejsce wśród szachistów Zjednoczonych Emiratów Arabskich. W tym również roku zakończył karierę szachową, w późniejszych latach nie uczestnicząc w turniejach klasyfikowanych przez Międzynarodową Federację Szachową.